# Płaskowyż Dieng
Płaskowyż Dieng – płaskowyż w Indonezji w środkowej części Jawy; położony na wysokości ok. 2000 m n.p.m. na północ i północny zachód od miasta Wonosobo.
Na płaskowyżu znajdują się liczne świątynie hinduistyczne, najstarsze na Jawie, pochodzące z IX w.
Ważny obszar rolniczy, uprawa tytoniu, ziemniaków, herbaty, przeważnie na polach tarasowych, także na zboczach wulkanu Dieng.